# Radojevo
Radojevo (izvirno srbsko Радојево; madžarsko Klári, romunsko Peterda) je naselje v Srbiji, ki upravno spada pod Občino Nova Crnja; slednja pa je del Srednjebanatskega upravnega okraja.

## Demografija
V naselju živi 1.082 polnoletnih prebivalcev, pri čemer je njihova povprečna starost 41,0 let (39,3 pri moških in 42,7 pri ženskah). Naselje ima 538 gospodinjstev, pri čemer je povprečno število članov na gospodinjstvo 2,57.
To naselje je, glede na rezultate popisa iz leta 2002, v glavnem srbsko, a v času zadnjih treh popisov je opazno zmanjšanje števila prebivalcev.
|  |

| Demografija | Demografija     | Demografija     |
| Leto        | Št. prebivalcev | Št. prebivalcev |
| ----------- | --------------- | --------------- |
|             |                 |                 |
|             |                 |                 |
|             |                 |                 |
|             |                 |                 |
| 1948        | 2869            |                 |
| 1953        | 2915            |                 |
| 1961        | 2595            |                 |
| 1971        | 2230            |                 |
| 1981        | 1872            |                 |
| 1991        | 1588            | 1541            |
| 2002        | 1399            | 1385            |
|             |                 |                 |

| Etnična sestava po popisu iz leta 2002 | Etnična sestava po popisu iz leta 2002 | Etnična sestava po popisu iz leta 2002 | Etnična sestava po popisu iz leta 2002 | Etnična sestava po popisu iz leta 2002 |
| -------------------------------------- | -------------------------------------- | -------------------------------------- | -------------------------------------- | -------------------------------------- |
| Srbi                                   | Srbi                                   |                                        | 1,094                                  | 78,98%                                 |
| Romi                                   | Romi                                   |                                        | 199                                    | 14,36%                                 |
| Jugoslovani                            | Jugoslovani                            |                                        | 19                                     | 1,37%                                  |
| Madžari                                | Madžari                                |                                        | 11                                     | 0,79%                                  |
| Hrvati                                 | Hrvati                                 |                                        | 10                                     | 0,72%                                  |
| Makedonci                              | Makedonci                              |                                        | 10                                     | 0,72%                                  |
| Bolgari                                | Bolgari                                |                                        | 4                                      | 0,28%                                  |
| Nemci                                  | Nemci                                  |                                        | 3                                      | 0,21%                                  |
| Romuni                                 | Romuni                                 |                                        | 2                                      | 0,14%                                  |
| Muslimani                              | Muslimani                              |                                        | 2                                      | 0,14%                                  |
| Rusini                                 | Rusini                                 |                                        | 1                                      | 0,07%                                  |
| Neznano                                | Neznano                                |                                        | 2                                      | 0,14%                                  |